# Botok
El botok (a veces llamado bobotok en su forma plural o botok-botok) es un plato tradicional de Java hecho de pulpa de coco rallado que ha sido separada de su leche, a menudo mezclada con otros ingredientes como vegetales o pescado, y envuelta en hojas de banana y al vapor. Se encuentra comúnmente en Java Central y Oriental.
El botok parece ser un subproducto de la producción de leche de coco, para salvar y reutilizar la pulpa de coco rallada que de otro modo podría descartarse. Comúnmente, la pulpa del coco se desecha después de exprimirlos para adquirir la leche de coco. Sin embargo, al cocinarlos en hojas de banana con una mezcla adicional y especias, también se pueden comer como plato adicional. Otra forma de salvar los residuos del coco es saltearlos como serundeng. Hoy, sin embargo, para adquirir un sabor más rico y sabroso, muchas recetas insisten en usar solo pulpa de coco recién rallada que todavía contiene leche de coco. El botok generalmente se consume con arroz.

## Preparación y servicio
El coco rallado se mezcla con chile, sal, pimienta, albahaca de limón y salam (laurel indonesio) e ingredientes adicionales. Esta mezcla se coloca sobre un pedazo de hoja de banana, y luego la hoja se envuelve, se aprieta y se asegura con un palo, para luego colocarla en una vaporera. El botok más básico generalmente usa ingredientes simples y más baratos, como tempeh picado, tofu o anchoas. Después de cocinar el botok, el paquete de hojas de banana se abre y se sirve con arroz al vapor. Después de cocinarse perfectamente, el coco rallado y, a veces, la adición de huevo, actuaron como el agente aglutinante de todos los ingredientes del botok.

## Variantes

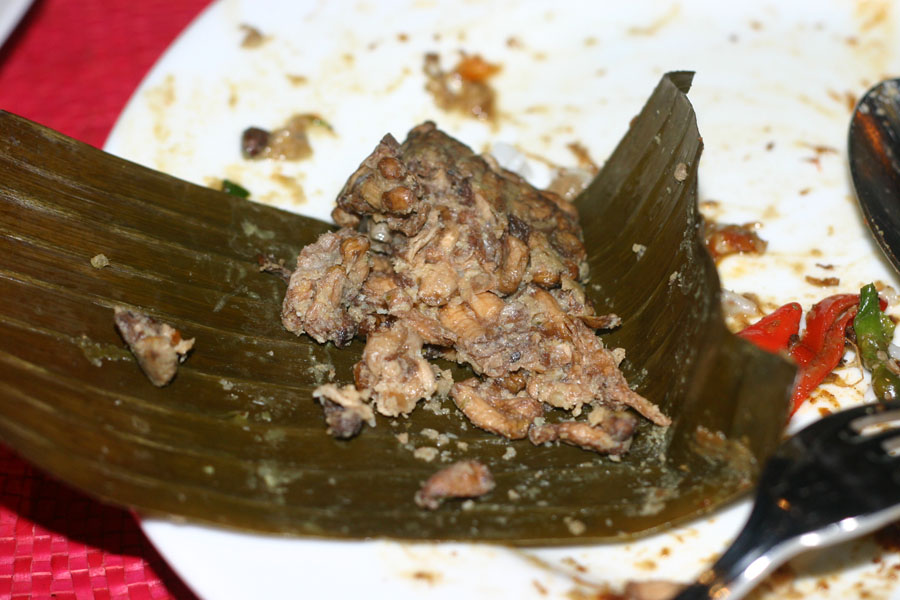
Botok tawon, botok hecho con larvas de abejas.

Para agregar sabor y nutrientes, muchas recetas y variantes de botok pueden usar ingredientes adicionales como fuente de proteínas, como petai cina, bilimbi, ares (el interior del tronco de un plátano), champiñones, tofu, tempeh, anchoa, wahoo, bagre, pescados salados, huevo, huevo de pato en salazón, gambas, carne picada o incluso larvas de abejas. El ingrediente que se le suma al botok se le suele agregar al nombre del plato preparado de esta manera, por ejemplo:
1. Botok ares (botok con ares, el interior del tronco de un plátano)
2. Botok belimbing wuluh (botok con bilimbi)
3. Botok beluntas (botok con hoja de belunta)
4. Botok daging (botok con carne picada)
5. Botok jamur (botok con champiñones)
6. Botok lele (botok con bagre)
7. Botok mlanding (botok con petai cina o lamtoro)
8. Botok ontong (botok con jantung pisang (brote de la flor de banana))
9. Botok tawon (botok con larvas de abejas melíferas)
10. Botok tahu (botok con tofu)
11. Botok tempe (botok con tempeh)
12. Botok telur (botok con huevo)
13. Botok telur asin (botok con huevo de pato en salazón)
14. Botok tengiri (botok con wahoo)
15. Botok teri (botok con anchoas)
16. Botok tempe tahu teri (botok con una mezcla de tofu, tempeh y anchoas)
17. Botok udang (botok con gambas)
18. Botok wader (botok con rasbora argyrotaenia)

## Platos similares
El buntil se prepara de manera similar, pero usa hojas de papaya o yuca en lugar de hojas de banana, lo que hace que la envoltura sea comestible como parte del plato. El botok a menudo se considera como una de las variaciones del pepes, el método de cocción con hoja de banana. Sin embargo, el botok se identifica más específicamente mediante el uso de pulpa de coco rallada, mientras que los pepes generalmente no contienen coco.
Se cree que el plato sudafricano bobotie es el derivado del bobotok indonesio. Sin embargo, es bastante diferente, ya que utiliza carne picada de res y huevos, con la ausencia de coco rallado y las hojas de banana. El papel del coco rallado y los huevos como agente aglutinante en bobotok parece ser reemplazado por huevos batidos, leche y pan rallado en el bobotie.